# حجل فيلبي
حجل فيلبي (الاسم العلمي: Alectoris philbyi) (بالإنجليزية: Philby's Partridge)‏ هو طائر من الطرائد تحت فصيلة التدرجية من رتبة الدجاجيات، تعيشي في جنوب غرب السعودية واليمن. ويعود تسميتها للمستكشف جون فيلبي.